# Olof Knape (ämbetsman)
John Olof Bertil Knape, född den 18 augusti 1916 i Lysekil, död den 4 mars 1995 i Göteborg, var en svensk ämbetsman. Han var far till Ulrika Knape.
Knape avlade civilekonomexamen 1940. Han anställdes 1942 vid länsstyrelsen i Göteborgs och Bohus län, där han blev tillförordnad taxeringsrevisor 1944, extra ordinarie taxeringsrevisor 1945, ordinarie taxeringsrevisor 1948, länsrevisor 1953, biträdande taxeringsintendent 1959 och förste taxeringsintendent 1968. Knape var länsråd i Göteborgs och Bohus län 1971–1981. Han vilar på Torslanda kyrkogård på Hisingen.